# Motorola Accompli 009
O Accompli 009 é um celular com tecnologia GSM da empresa americana Motorola, lançado em 2000.

## Características
Seguindo a série Accompli, o A009 aparece mesclando caractrísticas de um Comunicador Pessoal, um celular e um PDA. Possui uma entrada para agenda com mais de 5000 números de contato, gerenciamento de e-mail com POP3 via WAP sobre o GPRS de classe 4, um mini teclado QWERTY com NavDisk® (teclado que facilita a digitação e movimentação sobre a tela).
Está avaliável nos Estados Unidos, África, Ásia e Europa com rede Tri Banda GSM/GPRS (900/1800/1900).